# 妖夜尋狼前傳之狼神誕生
《妖夜尋狼前傳之狼神誕生》（英語：Underworld: Rise of the Lycans）是一部於2009年上映的動作片。由派崔克·塔托普羅斯執導，米高·辛、比尔·奈伊、露娜·美查與克萊格·帕克等主演。2009年1月23日在美國上映。

## 劇情
故事設定於大戰的一千多年前，主要以狼人路西安與吸血鬼領袖維克托的女兒桑雅的視角，來敘述吸血鬼與狼族的誕生及恩仇。

## 角色
- 麥可·辛 飾 路西安（英语：Underworld (film series)#Lucian）
- 比尔·奈伊 飾 維克托
- 蘿娜·米莎 飾 桑雅
- 斯蒂文·麥金托什 飾 安德烈亞斯·坦尼斯
- 大衛·阿斯頓（英语：David Aston） 飾 Coloman
- Elizabeth Hawthorne（英语：Elizabeth Hawthorne） 飾 奧爾紹瓦
- 克萊格·帕克 飾 Sabas
- Larry Rew 飾 科斯塔
- 賈里德·特納（英语：Jared Turner） 飾 克里斯托
- 凱文·葛瑞佛（英语：Kevin Grevioux） 飾 拉茲

## 評價
爛番茄新鮮度僅29%，基於76條評論，平均分為4.3/10，觀眾評價卻高達63%；而在Metacritic上得到44分，代表「普遍不佳」，評價兩極，且多數好評皆傾向觀眾。

## 續集
續集改由Måns Mårlind及Björn Stein執導，連·韋斯曼仍參與監製及編劇，並於2012年1月20日上映。

## 外部連結
- 官方网站
- 互联网电影数据库（IMDb）上《決戰異世界前傳：鬼哭狼嚎》的资料（英文）
- 爛番茄上《決戰異世界前傳：鬼哭狼嚎》的資料（英文）
- Box Office Mojo上《決戰異世界前傳：鬼哭狼嚎》的資料（英文）
- AllMovie上《決戰異世界前傳：鬼哭狼嚎》的资料（英文）
- Metacritic上《決戰異世界前傳：鬼哭狼嚎》的資料（英文）
- Yahoo奇摩電影上《決戰異世界前傳：鬼哭狼嚎》的資料（繁體中文）
- 開眼電影網上《決戰異世界前傳：鬼哭狼嚎》的資料（繁體中文）
- 时光网上《決戰異世界前傳：鬼哭狼嚎》的資料（简体中文）
- 豆瓣电影上《決戰異世界前傳：鬼哭狼嚎》的資料 （简体中文）